# Cascata do Arado
A Cascata do Arado é uma queda de água (cascata)  fluvial localizada no Rio Arado, perto da aldeia da Ermida, freguesia de Vilar da Veiga, concelho de Terras de Bouro e distrito de Braga, em Portugal.
Esta cascata caracteriza-se por se localizar num curso de água de alta montanha, no rio Arado em que o desnível do terreno é vencido por uma sucessão de cascatas que terminam num lago de águas cristalinas nas proximidades da aldeia da Ermida, localizada a leste das Termas do Gerês.
O caminho para esta cascata faz-se a partir da aldeia da Ermida, por uma estrada florestal rodeada de vegetação abundante até ao cruzamento desta com o entroncamento que vai para o sítio de Pedra Bela. A partir deste local falta cerca de 1,5 km até à ponte sobre o rio Arado.